# Lipnik (rejon miadzielski)
Lipnik – dawny folwark. Tereny na których był położony, leżą obecnie na Białorusi, w obwodzie mińskim, w rejonie miadzielskim, w sielsowiecie Krzywicze.
Dawnej Lipowo.

## Historia
W czasach zaborów w granicach Imperium Rosyjskiego.
W latach 1921–1945 zaścianek a następnie folwark leżał w Polsce, w województwie nowogródzkim (od 1926 w województwie wileńskim), w powiecie duniłowickim (od 1926 w powiecie wilejskim), w gminie Budsław.
1931 w 1 domu zamieszkiwało 6 osób.
Miejscowość należała do parafii rzymskokatolickiej w Budsławiu. Podlegała pod Sąd Grodzki w Krzywiczach i Okręgowy w Wilnie; właściwy urząd pocztowy mieścił się w Budsławiu.